# Podnoszenie ciężarów na Letnich Igrzyskach Olimpijskich 1972
Podnoszenie ciężarów na Letnich Igrzyskach Olimpijskich 1972 w Monachium odbyło się w dniach 27 sierpnia - 6 września w hali Gewichtheberhalle. W zawodach wzięło udział 188 sztangistów (tylko mężczyzn) z 54 krajów. W tabeli medalowej najlepsi okazali się reprezentanci ZSRR z trzema złotymi i trzema srebrnymi medalami. Po raz pierwszy rozegrano rywalizację w wadze muszej i superciężkiej. Zawody olimpijskie były jednocześnie 46. Mistrzostwami Świata w Podnoszeniu Ciężarów.

## Klasyfikacja medalowa
| Klasyfikacja medalowa | Klasyfikacja medalowa | Klasyfikacja medalowa | Klasyfikacja medalowa | Klasyfikacja medalowa | Klasyfikacja medalowa |
| --------------------- | --------------------- | --------------------- | --------------------- | --------------------- | --------------------- |
| Miejsce               | Reprezentacja         | Złoto                 | Srebro                | Brąz                  | Razem                 |
| 1.                    | Bułgaria              | 3                     | 3                     | 0                     | 6                     |
| 2.                    | ZSRR                  | 3                     | 1                     | 1                     | 5                     |
| 3.                    | Węgry                 | 1                     | 1                     | 3                     | 5                     |
| 4.                    | Polska                | 1                     | 1                     | 1                     | 3                     |
| 5.                    | Norwegia              | 1                     | 0                     | 0                     | 1                     |
| 6.                    | Iran                  | 0                     | 1                     | 0                     | 1                     |
| 6.                    | Liban                 | 0                     | 1                     | 0                     | 1                     |
| 6.                    | RFN                   | 0                     | 1                     | 0                     | 1                     |
| 9.                    | NRD                   | 0                     | 0                     | 2                     | 2                     |
| 10.                   | Szwecja               | 0                     | 0                     | 1                     | 1                     |
| 10.                   | Włochy                | 0                     | 0                     | 1                     | 1                     |

## Medaliści
| Konkurencja                 | Złoto              | Wynik    | Srebro              | Wynik    | Brąz               | Wynik    |
| Waga musza (-52 kg)         | Zygmunt Smalcerz   | 337,5 kg | Lajos Szücs         | 330,0 kg | Sándor Holczreiter | 327,5 kg |
| Waga kogucia (-56 kg)       | Imre Földi         | 377,5 kg | Mohammad Nasiri     | 370,0 kg | Giennadij Czetin   | 367,5 kg |
| Waga piórkowa (-60 kg)      | Norair Nurikjan    | 402,5 kg | Dito Szanidze       | 400,0 kg | János Benedek      | 390,0 kg |
| Waga lekka (-67,5 kg)       | Mucharbij Kirżynow | 460,0 kg | Mładen Kuczew       | 450,0 kg | Zbigniew Kaczmarek | 437,5 kg |
| Waga średnia (-75 kg)       | Jordan Bikow       | 485,0 kg | Mohamed Tarabulsi   | 472,5 kg | Anselmo Silvino    | 470,0 kg |
| Waga lekkociężka (-82,5 kg) | Leif Jenssen       | 507,5 kg | Norbert Ozimek      | 497,5 kg | György Horváth     | 495,0 kg |
| Waga półciężka (-90 kg)     | Andon Nikołow      | 525,0 kg | Atanas Szopow       | 517,5 kg | Hans Bettembourg   | 512,5 kg |
| Waga ciężka (-110 kg)       | Jaan Talts         | 580,0 kg | Aleksandyr Krajczew | 562,5 kg | Stefan Grützner    | 555,0 kg |
| Waga superciężka (+110 kg)  | Wasilij Aleksiejew | 640,0 kg | Rudolf Mang         | 610,0 kg | Gerd Bonk          | 572,5 kg |